# Генріх Треттнер
Генріх Треттнер (нім. Heinrich Trettner; нар. 19 вересня 1907, Мінден, Вестфалія — пом. 18 вересня 2006, Менхенгладбах, Північний Рейн-Вестфалія) — німецький воєначальник, генерал-лейтенант Люфтваффе в роки Другої світової війни 1939–1945 та генерал Бундесверу в післявоєнній Західній Німеччині. Активний учасник Громадянської війни в Іспанії, кавалер Лицарського хреста з дубовим листям.

## Біографія
Генріх Треттнер народився 19 вересня 1907 у містечку Мінден у прусській провінції Вестфалія в родині німецького піхотного офіцера.
Військова кар'єра
- 1 квітня 1925 — фанен-юнкер
- 1 листопада 1926 — фанен-юнкер-унтер-офіцер
- 1 серпня 1927 — фенріх
- 1 серпня 1928 — обер-фенріх
- 1 лютого 1929 — лейтенант
- 1 червня 1933 — обер-лейтенант
- 1 червня 1935 — гауптман
- 1 серпня 1939 — майор
- 1 жовтня 1941 — оберст-лейтенант
- 1 березня 1943 — оберст
- 1 липня 1944 — генерал-майор
- 1 квітня 1945 — генерал-лейтенант

- 2 листопада 1956 — генерал-майор
- 14 жовтня 1960 — генерал-лейтенант
- 1 січня 1964 — генерал

У квітні 1925 року Треттнер поступив на військову службу фанен-юнкером до 18-го кавалерійського полку Рейхсверу в Бад-Каннштатті. У лютому 1929 отримав первісне офіцерське звання лейтенант. З листопада 1932 року звільнився з лав збройних сил та навчався у цивільному льотному училищі. Навчання льотній справі продовжив у лавах Італійських ВПС.
У жовтні 1933 відновився на дійсній військовій службі, з 1934 року — перевівся до Люфтваффе. З 22 листопада 1936 року записався добровольцем до легіону «Кондор», що підтримував франкістські війська у громадянській війні в Іспанії. 15 вересня 1937 призначений командиром ланки 88-ї бомбардувальної групи легіону «Кондор», що брала участь у знищенні іспанського міста Герніка.
Після повернення з Іспанії, Треттнер продовжив службу у повітряно-десантних військах, служив начальником оперативного відділу штабу 7-ї повітряної дивізії до 14 червня 1939 року. Під час Польської та Французької кампанії начальник штабу цієї дивізії. У травні 1940 року майор Треттнер організовує захоплення десантом голландського Роттердама, який одночасно піддався люфтваффе найжорстокішому бомбардуванню. За цю операцію він був нагороджений Гітлером Лицарським хрестом Залізного хреста.
У травні 1941 року Треттнер бере участь як начальник штабу XI-го авіакорпусу в найкровопролитнішій для німецьких десантників битві за Крит. Потім він воює в тій же посаді під Смоленськом, служить у Франції, а з жовтня 1943 року призначений командиром 4-ї парашутної дивізії, що формується в Італії — де вміло б'ється проти американців і британців, керує каральними операціями проти італійських партизан в районі Флоренції і Болоньї. У вересні 1944 року генерал-майору Треттнеру присвоєні дубове листя до Лицарського хреста Залізного хреста, зробивши його одним з 681 кавалерів цієї нагороди в Третьому рейху.
3 травня 1945 року, після капітуляції німецьких військ в Італії, запроторений до британського полону, де перебував до 12 квітня 1948 року.
Перші роки після звільнення працював на різних роботах, зокрема у Карітас Інтернаціоналіс, благодійному католицькому суспільстві при кельнському єпископаті, потім був комівояжером у приватних компаніях.
У листопаді 1953 року Треттнер став студентом університету Бонна, де вивчав економіку і юриспруденцію. Закінчивши університет 13 листопада 1956 року, здобув диплом у галузі політичної економіки.
2 листопада 1956 року відновився у лавах знов створених Збройних сил Німеччини в чині генерал-майора. До 1959 року він очолював відділ тилу в Європейській штаб-квартирі НАТО у Фонтенбло під Парижем.
У 1960 році був призначений командиром 1-го корпусу Бундесверу, в 1964 році став генерал-інспектором Бундесверу, досягши найвищої щаблі у професійній кар'єрі німецького військового. У 1966 році через розбіжності з політичним керівництвом ФРН він пішов у відставку.
18 вересня 2006 року відставний генерал Генріх Треттнер помер у Менхенгладбаху у віці 98 років, останнім з усіх німецьких генералів Вермахту.

## Нагороди
- Медаль «За вислугу років у Вермахті» 4-го класу (4 роки)
- Орден військових заслуг (Іспанія) (30 вересня 1938)
- Медаль «За Іспанську кампанію» (Іспанія) (1 грудня 1938)
- Іспанський хрест в золоті з мечами (6 червня 1939)
- Залізний хрест 2-го і 1-го класу (12 травня 1940) — отримав 2 нагороди одночасно.
- Лицарський хрест Залізного хреста з дубовим листям
  - Хрест (24 травня 1940)
  - Дубове листя (№586; 17 вересня 1944)
- Нарукавна стрічка «Крит»
- Знак парашутиста Німеччини
- Комбінований Знак Пілот-Спостерігач з діамантами
- Нагрудний знак «За поранення» в чорному (3 березня 1944)
- Відзначений у Вермахтберіхт (28 червня 1944)
- Королівський Вікторіанський орден (Велика Британія) (18 травня 1964)
- Легіон Заслуг (США) (1 листопада 1964)
- Великий офіцер ордена «За заслуги перед Італійською республікою» (8 серпня 1965)
- Великий хрест із зіркою та плечовою стрічкою ордена «За заслуги перед Федеративною Республікою Німеччина» (18 січня 1967)
- Великий офіцер ордена Почесного Легіону (Франція) (31 грудня 1969)
- Кавалер Великого хреста ордена Георга I (Греція)